# Forces armées népalaises
Les forces armées népalaises consistent en une armée de terre et un service aérien, dépendant de l'armée de terre. Ses quartiers-généraux sont situés à Katmandou, capitale du pays. Elles disposent de 95 000 personnels actifs et d'un budget de 207 millions de dollars en 2011. Leur commandant en chef en est la présidente Bidya Devi Bhandari et le chef d'État-major des forces armées est actuellement le général Gaurav Shumsher JB Rana.

## Histoire des forces armées

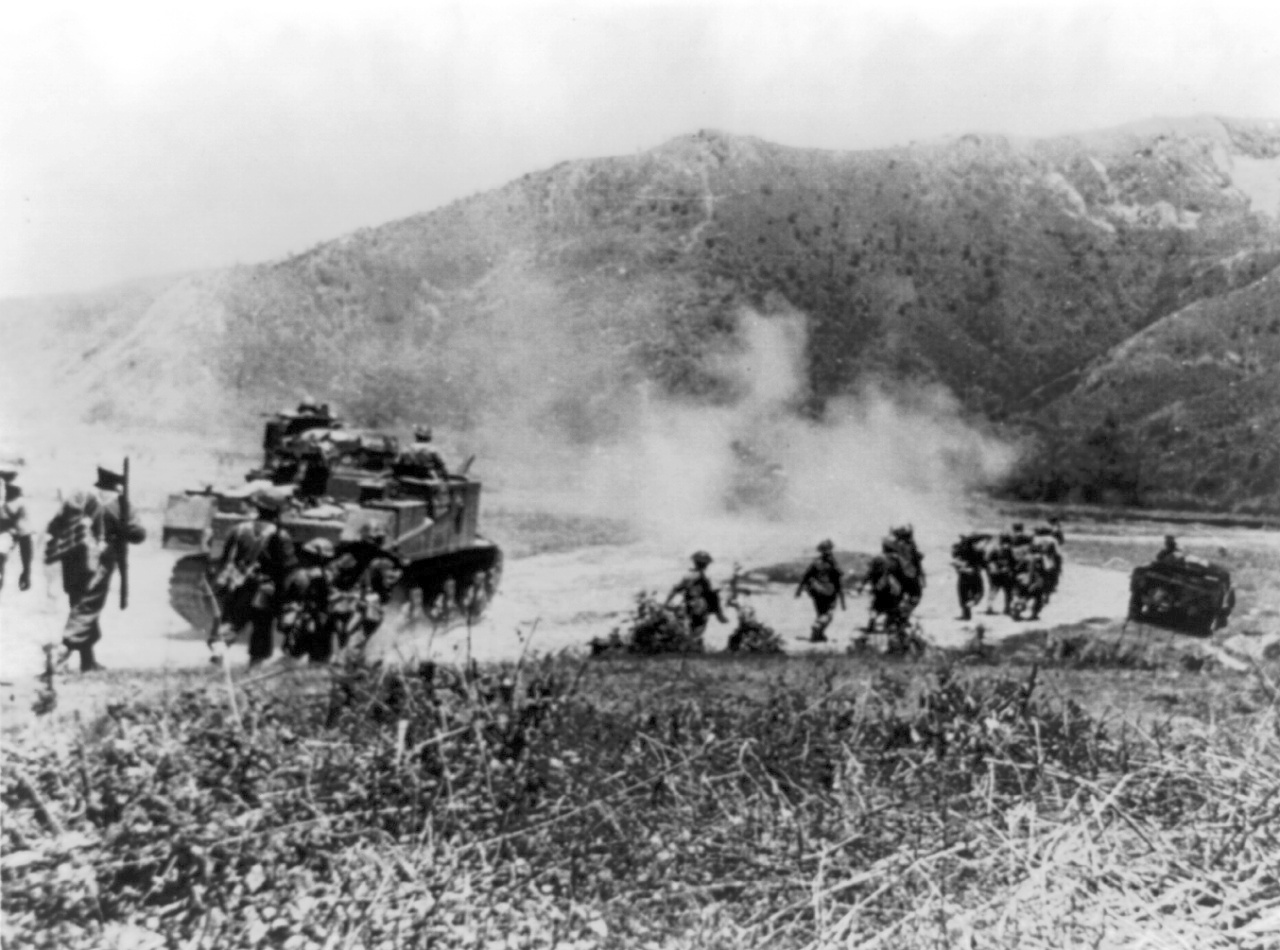
Soldats Gurkhas à la bataille d'Imphal (Guerre du Pacifique, 1944).

L'armée royale népalaise a notamment participé à la guerre anglo-népalaise de 1814, à la Première Guerre mondiale, à la troisième guerre anglo-afghane de 1919 et à la Seconde Guerre mondiale du côté des Alliés. Le Népal et le Royaume-Uni avaient signé un accord bilatéral portant sur la mobilisation des soldats népalais au sein de l'armée britannique (unités de Gurkhas).
Récemment, les forces armées ont lutté de 1996 à 2006 au Népal contre une rébellion maoïste menée par la branche armée du Parti communiste unifié du Népal (Armée populaire népalaise).

## Équipement
L'armée népalaise est principalement équipée par les États-Unis (20 000 fusils d'assaut M-16 et des systèmes de vision nocturne ont été fournis par les Américains dans le cadre de la guerre contre le terrorisme à la suite des attentats du 11 septembre 2001), l'Inde et la République populaire de Chine. L'armée de terre dispose notamment de 40 véhicules de combat Daimler Ferret.
Les États-Unis et le Népal entretiennent une coopération militaire depuis 2001, des officiers népalais sont entraînés au Command and General Staff College et au US Army War College.

## Service aérien de l'armée de terre

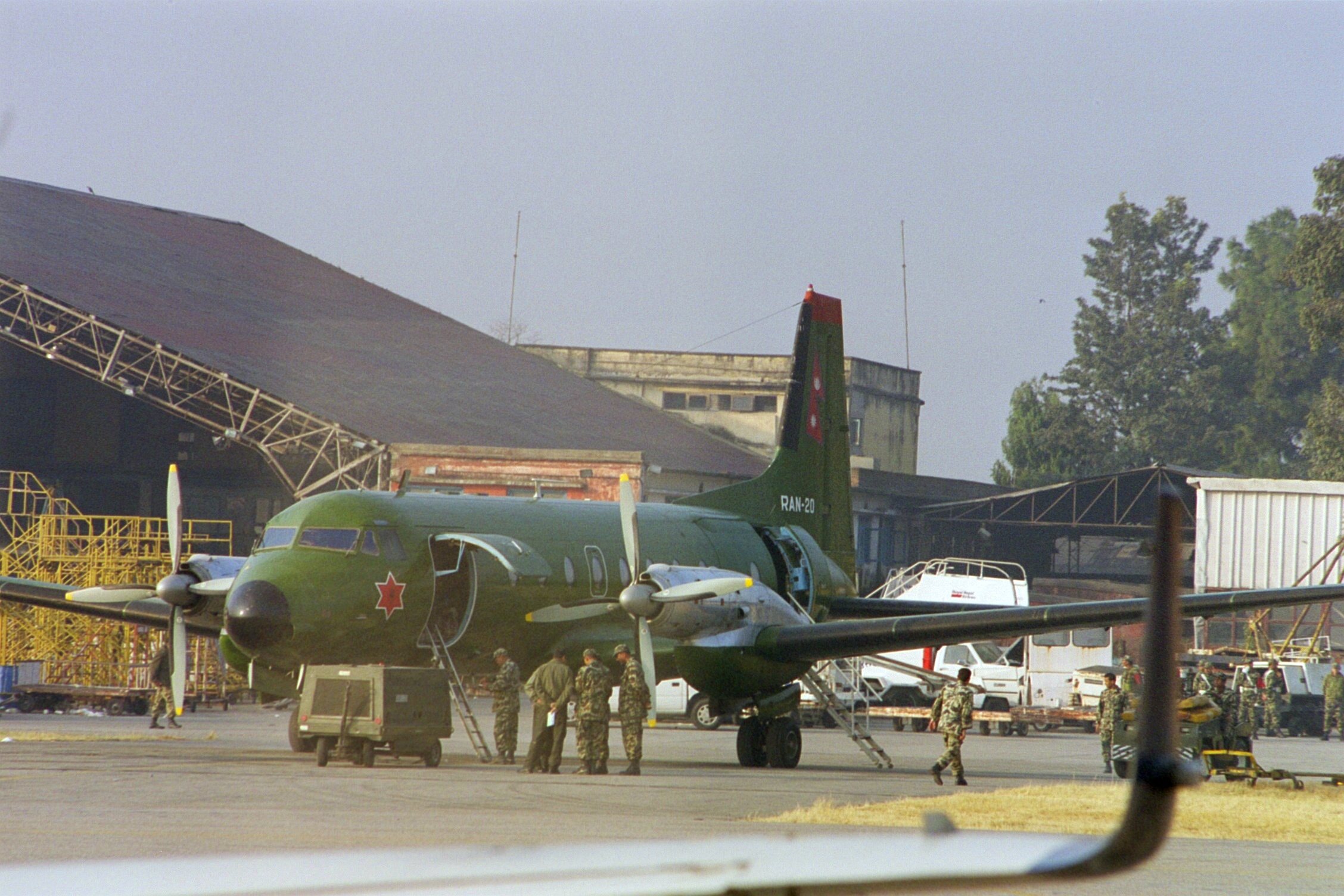
Avion de transport Hawker Siddeley HS.748 du Service aérien de l'armée de terre népalaise, 2003.

Formé en 1965 et comprenant 500 personnels, il se nomme officiellement Service aérien de l'armée népalaise et dispose de[Quand ?] :
- 3 hélicoptères utilitaires Sud-Aviation SA316 Alouette III (mis à niveau) ;
- 2 avions de transport Hawker Siddeley HS.748 ;
- 2 avions de transport PZL M28 Skytruck ;
- 1 avion de transport Short Skyvan ;
- 2 hélicoptères de transport Mil Mi-17 ;
- 3 hélicoptères de transport/soutien au sol Mil Mi-8 Hip-H (un a été endommagé lors de combats en avril 2006 pendant la guerre civile dans le district de Sarlahi puis réparé) ;
- 2 hélicoptères utilitaires Aérospatiale AS350 Écureuil (mis à niveau) ;
- 2 hélicoptères utilitaires Aérospatiale AS332 Super Puma ;
- 2 hélicoptères utilitaires HAL Dhruv ;
- 4 hélicoptères utilitaires/d'attaque Sud-Aviation SA315B Lama ;
- 1 avion de transport léger Britten-Norman Islander.

L'armée népalaise a par ailleurs commandé deux Xian MA60 à la Chine mais leur statut est actuellement inconnu.

## Opérations internationales
60 652 soldats de l'armée népalaise ont participé à des missions de maintien de la paix sous l'égide de l'ONU (principalement en Afrique) depuis 1958. 54 soldats ont été perdus au combat (tués ou disparus) et 57 autres grièvement blessés[Quand ?].

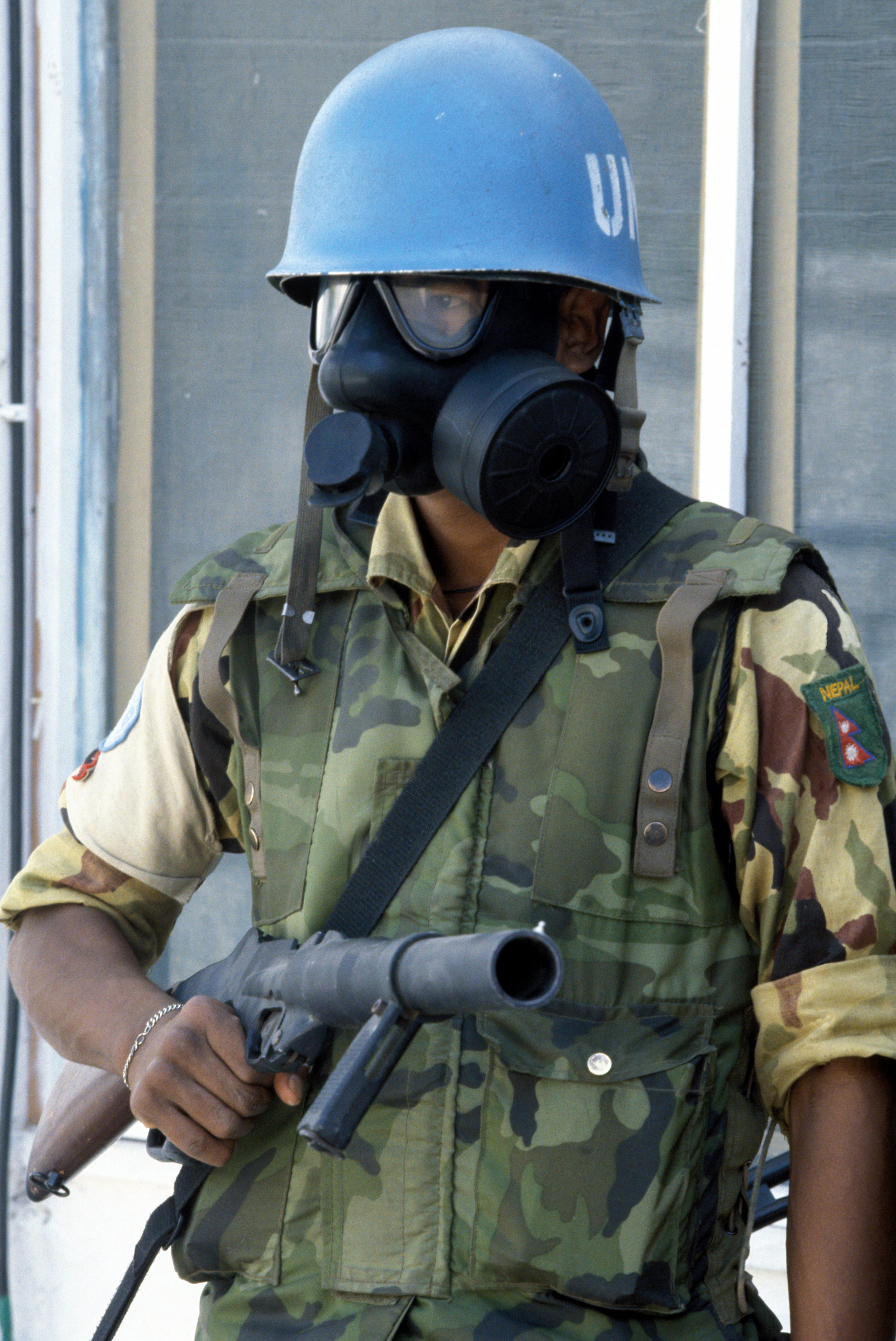
Casque bleu népalais de l'ONU en 1993.

- Force intérimaire des Nations unies au Liban ( Liban)
- Mission des Nations unies en Haïti ( Haïti)
- Mission des Nations unies au Soudan ( Soudan)
- Mission d'appui des Nations unies au Timor oriental ( Timor oriental)
- Force des Nations unies chargée d’observer le dégagement ( Israël,  Syrie)
- Mission des Nations unies en Sierra Leone ( Sierra Leone)
- Mission des Nations unies pour la stabilisation en Haïti ( Haïti)